# Тамватней
Тамватне́й — заброшенный горняцкий посёлок в Анадырском районе Чукотского автономного округа России.
Название в переводе с чукот. — «тихая, спокойная гора».

## Географическое положение
Расположен примерно в 210 километрах юго-западней Анадыря, в отрогах Тамватнейских гор Корякского нагорья, в долине ручья Ягодный. Расстояние до ближайшего населённого пункта с. Хатырка составляет 165 км.

## История
В 1967 году геологоразведочной партией под руководством Силкина было обнаружено одно из крупнейших в России ртутно-вольфрамовое месторождение. Вскоре после этого был построен сопутствующий посёлок геологов Тамватней.
Горные разработки проводились в 2 км от поселения на сопке Шаманья, где действовала стодвадцатиметровая штольня.
Жилой фонд посёлка состоял из двух благоустроенных двухэтажных капитальных домов и нескольких индивидуальных каркасных домиков (балко́в) без удобств. Имелись детский сад, мед. пункт, столовая, баня, клуб. Действовали котельная, конюшня, дробильный цех.
Транспортная связь с посёлком осуществлялась автотранспортом по сезонному зимнику и воздушным путём с помощью вертолёта.
В связи с нерентабельностью дальнейшей разработки месторождения Тамватней был покинут и законсервирован в 1984 году. До начала 1990-х гг. в посёлке проживал сторож.

## Современное состояние
В настоящий момент большинство строений разрушены полностью или частично, оставшиеся также не пригодны для жилья. В окрестностях посёлка сохранилось кернохранилище с образцами минералов, а также агрегаты буровых установок. Прилегающая территория загрязнена большим количеством металлолома и бочкотары.

## Топографические карты
- Лист карты R57-III,IV.